# Guzmania marantoidea
Guzmania marantoidea är en gräsväxtart som först beskrevs av Henry Hurd Rusby, och fick sitt nu gällande namn av Hans Edmund Luther. Guzmania marantoidea ingår i släktet Guzmania och familjen Bromeliaceae. Inga underarter finns listade i Catalogue of Life.